# Habib Koité
Habib Koité (Thiès, Senegal, 27 de enero de 1958) es un cantante guitarrista maliense, que forma parte del grupo musical africano Bamada (origen etimológico: Bamako, capital de Malí), en el que también toca el balafonista Kélétigui Diabaté.

## Trayectoria
Habib Koité creció entre los griots y, gracias al apoyo de su tío, ingresó en el Instituto Nacional de Arte de Bamako. Cuatro años más tarde, se convirtió en profesor.
Con amigos de la infancia, fundó el grupo Bamada. Su primer premio en el festival Voxpole le permitió grabar Cigarette a bana (La cigarette, c'est fini) y Nanalé (L'Hirondelle). RFI le concedió el premio "Media Adami".
En 1993, recibió el Prix Découvertes RFI.
Las canciones Din din wo e I ka Barra del álbum Muso Ko están incluidas en Windows Vista.

## Discografía

### Álbumes
- Muso ko, 1995
- Ma Ya, 1999
- Baro, 2001
- Live!, 2004
- Afriki, 2007
- Brothers in Bamako, 2012
- Soô, 2014